# Nagy István (lelkész, 1781–1831)
Nagy István (Kecskemét, 1781. március 2. – Cegléd, 1831. augusztus 31.) református lelkész, kollégiumi igazgató-tanár.

## Élete
Középiskolai tanulmányait 1787-től 1799-ig szülővárosában, a felsőbbeket Debrecenben végezte. Innét ment rövid időre Balmazújvárosba, ahol a német és francia nyelvet megtanulta. Debrecenbe visszatérve előbb a veteránus orátorok, majd az enciklopédisták tanáraként dolgozott, mellékesen magánórákat is adott tanítványainak a német és francia nyelvből. Kilenc évi debreceni diákoskodás és preceptoroskodás után a mezőtúri református iskola tanítója lett, ahonnét két év múlva, 1809-ben Kecskemétre ment tanárnak. 1810-től fogva rektor-professzora volt az ottani református gimnáziumnak 1830-ig, utána Cegléden lett pap, ahol azonban már a következő évben meghalt kolerában.
Cikket írt a Tudományos Gyűjteménybe (1823. VI. Szabados Kecskemét városában született vagy lakott íróknak nevei és tudva lévő munkái); a Társalkodónak is munkatársa volt.

## Munkái
- Érzékeny indulatoknak kifejezései. Selmecz-Bánya, 1815.

### Kéziratban
Kéziratai a Magyar Nemzeti Múzeumban: 
- Háladatos jelentés a kecskeméti reform. iskolák ügyében, igazítás és a szemérmetes nagyság, 4rét 8 lap;
- Kecskeméti Helikon, vagy a helvetziai vallástételt követő kecskeméti oskola nevezetesebb történeteinek, abban forgott tanítóknak és a belüle került s idővel jelesebb hazafiakká vált tanulóknak előadása. Az ekklesiai és oskolai jegyzőkönyvekből, úgy szintén más még fenn lévő hiteles írásokból öszve szedte s kiadta. Kecskemét (1822) 4rét 222 lap. (Csak a kivonata jelent meg a Tudom. Gyűjteményben);
- Örvendező versek méltóságos gr. Eszteni Wartensleben Károly ő nagyságához, midőn 1827. ápr. 30. a helv. hitv. Dunamelléki superintendentia világi főkurátorrá választotta Kecskemét 1827. 8rét 16 lap;
- Levele Mátyási Józsefhez, Kecskemét 1818. nov. 30.